# Route asiatique 5
Pour les articles homonymes, voir Route 5.

Tracé de l'AH5

L'AH5 est une route d'axe est-ouest du réseau routier asiatique, s'étirant sur 10 380 km. Elle part de Shanghai, en Chine, passe par le Kazakhstan, le Kirghizistan, l'Ouzbékistan, le Turkménistan, l'Azerbaïdjan et la Géorgie pour arriver à la frontière entre la Bulgarie et la Turquie. À son extrémité ouest, l'AH5 se connecte à l'AH1 et la E80.

## Chine
- G42 : Shanghai - Wuxi - Nankin
- G40 : Nankin - Hefei - Lu'an - Huangchuan - Xinyang - Nanyang - Xixia - Lantian - Baqiaoqu - Xi'an
- G30 : Xi'an - Baoji - Tianshui - Dingxi - Lanzhou - Wuwei - Zhangye - Jiayuguan - Guazhou - Kumul - Turfan - Turfan - Ürümqi - Kuytun - Khorgas

## Kazakhstan
- A2 A2: Khorgos - Koktal - Shonzhy - Almaty - Kaskelen - Torgap - Merke - Taraz - Symkent - Zhibek Zholy

## Ouzbékistan
- Chernyavka - Tashkent - Sirdaryo - Samarcande - Navoï - Boukhara - Ələt

## Turkménistan
- Farap - Türkmenabat - Mary - Tejen - Achgabat - Serdar - Türkmenbaşy

Enjambée de la mer Caspienne

## Azerbaïdjan
- M2: Bakou - Olot - Gazi Mammed - Ganja - Qazax - Qirmizi Korpu

## Géorgie
- S4: Kirach Mugalno - Roustavi - Tbilissi
- S9: Tbilissi
- S1: Tbilissi - Mtskheta - Khachouri  - Senaki
- S2: Senaki - Poti - Batoumi - Sarpi

## Turquie
- D-010 D010: Sarp - Trabzon - Samsun
- D-795 D795: Samsun - Merzifon
- D100: Merzifon - Gerede
- Otoyol 4: Gerede - Istanbul
- Otoyol 2: Istanbul
- Otoyol 3: Istanbul - Edirne - Kapikule ( Bulgarie, Autoroute de Maritza)